# 浅井挙曄
浅井 挙曄（あさい たかあき、戦前の印刷物では「淺井擧曄」。1904年 - 2000年）は、日本の作曲家、指揮者。

## 主な作品

### 歌謡曲
- 「河童ブギウギ」作詞：藤浦洸、歌：美空ひばり
- 「拳銃ブギー」作詞：名古屋宏、歌：美空ひばり
- 「風車の歌」作詞：サトウハチロー、歌：森田克子とザ・プリティーズ、※浅井栄二名義

### 歌劇
- 「わすれな草」松竹歌劇団[2]

### 映画音楽
- 「天国の花嫁」
- 「喜劇は終りぬ」
- 「彼女の発言」
- 「仮面の街」
- 「情炎」
- 「結婚狂時代」
- 「嘆きの女王」
- 「初恋問答」
- 「トコ春じゃもの」
- 「花嫁の性典」
- 「薔薇と拳銃」
- 「近世名勝負物語 血闘」
- 「十代の秘密」
- 「東京踊り 花の光彩」
- 「こんな奥様見たことない」
- 「あんみつ姫」
- 「浪曲天狗道場」
- 「娘の修学旅行」